# 漢斯·雅各布·馮·克里斯托·格里梅爾斯豪森

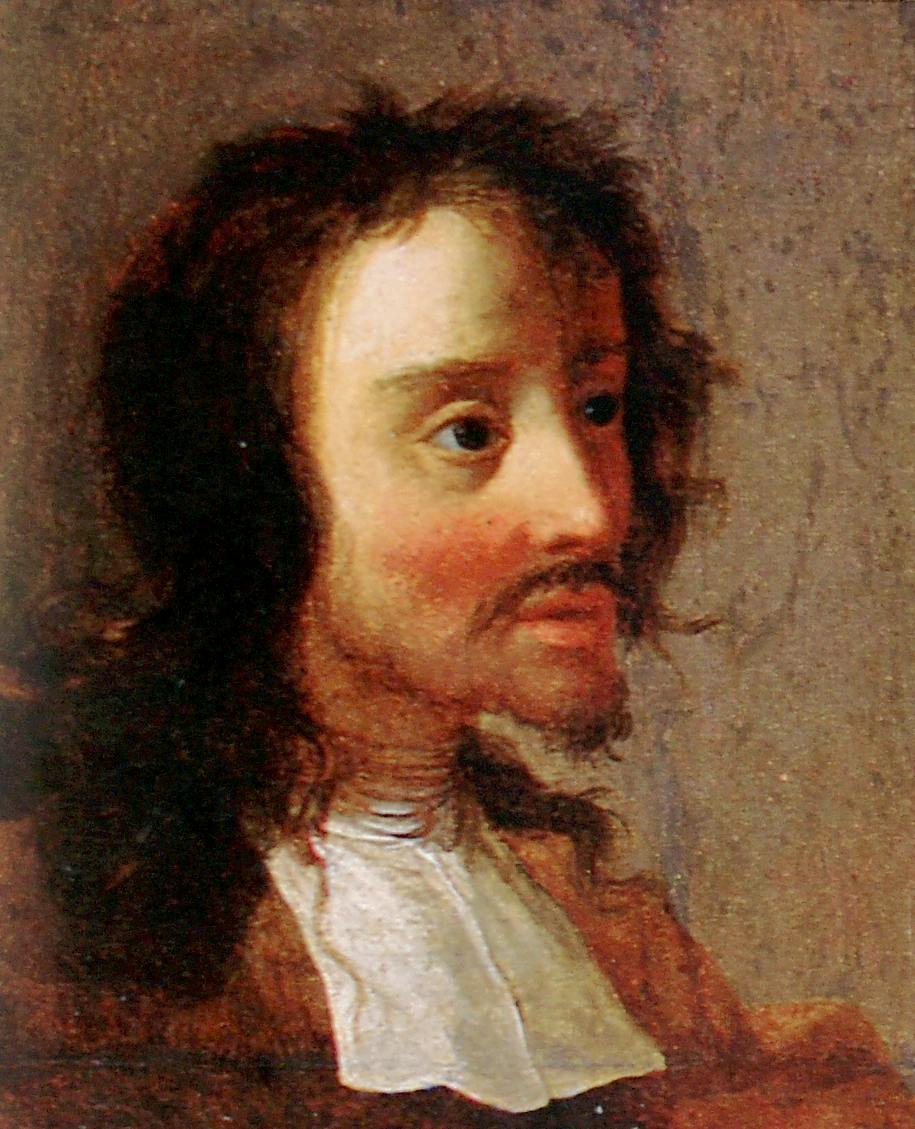
漢斯·雅各布·馮·克里斯托·格里梅爾斯豪森

漢斯·雅各布·馮·克里斯托·格里梅爾斯豪森（德語：Hans Jakob Christoffel von Grimmelshausen，1621年—1676年8月17日）是一名德国作家，以1669年流浪汉小说《最傻的傻瓜》系列而知名。他的作品启发了贝托尔特·布莱希特创作的《勇气之母与她的子女们》。